# Gouvernement Sylla
IIIe République
Andrianarivo Rabemananjara I
Le gouvernement de Jacques Sylla est le gouvernement malgache en fonction du 18 juin 2002 au 19 janvier 2007.

## Composition
| Portefeuille | Ministre                                    |
| --- | ------------------------------------------- |
| Premier ministre | Jacques Sylla                               |
| |                                             |
| Ministre des Travaux publics et du Transport | Roland Randriamampionona (17.03.05)         |
| Vice-Premier Ministre chargé des Finances et du Budget | Rajaonarivony Narisoa                       |
| Ministre de I'Economie et de la Planification | Lezava Fleury                               |
| Garde des Sceaux, Ministre de la Justice | Alice Rajaonah                              |
| Ministre des Affaires étrangères | Marcel Ranjeva                              |
| Ministre de l'Interieur et de la Reforme administrative | Jean Seth Rambeloalijaona                   |
| Ministre de la Défense nationale | Jules Mamizara                              |
| Ministre de la Sécurité publique | Amady Augustin                              |
| Ministre de l'Enseignement supérieur | Jean Théodore Ranjivason                    |
| Ministre de l'Enseignement secondaire et de l'Education de base                                                                                                | Dieudonné Michel Razafindrandriatsimaniry   |
| Ministre de l'Enseignement technique et de la Formation professionnelle                                                                                        | Zoana Blaise                                |
| Ministre de la Recherche scientifique pour le développement | Alidina Edouard                             |
| Ministre de la Santé | Andry Rasamindrakotroka                     |
| Ministre de la Population | Jean Louis Rabenandrasana                   |
| Ministre des Travaux publics | Jean Lahiniriko                             |
| Ministre de l'Amenagement du territoire | Julien Reboza                               |
| Ministre du Commerce et de la Consommation | Alphonse Ralison                            |
| Ministre de l'Industrialisation, du Développement du secteur privé et de la Privatisation                                                                      | Davida Rajaon                               |
| Ministre des Transports, de l'Environnement et de la Météorologie                                                                                              | Olivier Rakotovazaha                        |
| Ministre de la Fonction publique | Vola Dieudonné Razafindralambo              |
| Ministre du Travail et des Lois sociales | Longin Raondry                              |
| Ministre de l'Energie et des Mines | Elise Alitera Razaka                        |
| Ministre de l'Agriculture, de l'Elevage et des Eaux et Forets                                                                                                  | Yvan Randriasandratriniony                  |
| Ministre des Postes et Télécommunications | Haja Razafinjatovo                          |
| Ministre de la Jeunesse, des Sports et des Loisirs | René Indalana                               |
| Ministre du Tourisme | Christian Ntsay                             |
| Ministre de la Culture | Odette Rahaingosoa                          |
| Ministre de la Communication | Mamy Rakotoarivelo                          |
| Ministre de l’Aménagement du territoire | Jean Angelin Randrianarison (17.03.05)      |
| Ministre de la Fonction publique, du Travail et des Lois sociales                                                                                              | Jean-Théodore Ranjivason                    |
| Ministre de l’Intérieur et de la Réforme administrative | Charles Rabemananjara                       |
| Ministre des Affaires étrangères | Marcel Ranjeva                              |
| Ministre de l’Environnement, des Eaux et Forêts | Charles Sylvain Rabotoarison                |
| Garde des Sceaux, Ministre de la Justice | Lala Henriette Ratsiharovala                |
| Ministre de la Défense nationale | Petera Behajaina                            |
| Ministre de la Jeunesse et des Sports | Henri François Victor Randrianjatovo        |
| Ministre des Télécommunications, des Postes et de la Communication                                                                                             | Bruno Ramaroson Andriantavison (07.12.04)   |
| Ministre de la Santé et du Planning familial | Jean-Louis Robinson (06.07.04)              |
| Ministre de l’Agriculture, de l’Élevage et de la Pêche | Harison Edmond Randriarimanana              |
| Ministre de l’Industrialisation, du Commerce et du Développement du secteur privé                                                                              | Olivier Andrianarison-Sahobisoa (06.07.04)  |
| Ministre de la Population de la Protection sociale et des Loisirs                                                                                              | Zafilaza                                    |
| Ministre de la Culture et du Tourisme | Charles Sylvain Rabotoarison                |
| Ministre de l’Éducation nationale et de la Recherche scientifique                                                                                              | Haja Nirina Razafinjatovo                   |
| Ministre de l’Économie, des Finances et du Budget | Andriamparany Benjamin Radavidson           |
| Ministre de l’Énergie et des Mines | Olivier Donat Andriamahefaparany (07.12.04) |
| |                                             |
| Secrétaire d'Etat auprès du Ministre de la Population chargé Condition féminine et de 'enfance                                                                 | Rahelivololona Juliette Victorine           |
| Secrétaire d'Etat auprès du Ministre du Commerce, de la Consommation chargé de la Promotion du commerce extérieur                                              | Beantanana Eric                             |
| Secrétaire d'Etat auprès du Vice-Premier Ministre des Finances et du Budget chargé de la Décentralisation et du développement des Provinces autonomes          | Monique Andreas Esoavelomandroso            |
| Secrétaire d'Etat auprès du Ministre de l'Agriculture, de l'Élevage et des Eaux et Forets chargé de la Pêche et des Ressources Halieutiques                    | Rarison Ramaroson Hippolyte                 |
| Secrétaire d’État auprès du ministère de l’Intérieur et de la Réforme administrative, chargé de la Sécurité publique                                           | Lucien Victor Razakanirina                  |
| Secrétaire d’État auprès du ministère de l’Intérieur et de la Réforme administrative, chargé de la Décentralisation, du Développement régional et des Communes | Jean Angelin Randrianarison (07.12.04)      |